# CKOI-FM
Pour l'article sur le réseau CKOI, voir CKOI
CKOI-FM est une station de radio commerciale située à Montréal et diffusant sur la fréquence 96,9 MHz avec un format pop et rock et classique des années 1980 à aujourd’hui 
La station diffuse à partir de l'antenne du Mont-Royal, avec une puissance de 148 000 watts, et est donc l'une des stations FM les plus puissantes en Amérique du Nord dont le signal se rend jusque dans la région de l’Outaouais vers l’ouest, vers l'Estrie dans le sud et vers la Mauricie dans l’est.

Voici la programmation pour la saison 2025-2026 de la station :
Lundi-Jeudi 
0h00 CKOI la nuit
5h30 Debout les Comiques avec Martin Cloutier, Valérie Roberts, Étienne Marcoux et Danick Martineau 
9h00 Anthony avec Anthony Lachance 
12h00 CKOI ta toune avec Éric Martel 
13h00 Anthony avec Anthony Lachance 
15h00 Le Retour des Comiques avec Philo Lirette, Joanie Duquette et Maxim Martin 
18h00 Le 6 à 6 avec Éric Martel 
19h00 Studio 96,9 avec Francis Gilbert 
Vendredi
0h00 CKOI la nuit
5h30 Debout les Comiques avec Martin Cloutier, Valérie Roberts, Étienne Marcoux et Danick Martineau 
9h00 Anthony avec Anthony Lachance 
12h00 CKOI ta toune avec Anthony Lachance 
13h00 Enfin Le Week-End avec Anthony Lachance
15h00 Franky Hollywood avec François Fortin 
19h00 Studio 96,9 avec Francis Gilbert 
Samedi 
0h00 CKOI la nuit 
7h00 Le Meilleur des Comiques avec Philo Lirette 
9h00 Le Décompte CKOI avec Éric Martel 
11h00 Franky Hollywood avec François Fortin 
16h00 Le 4 à 7 CKOI avec Anthony Lachance 
19h00 Studio 96,9 
Dimanche
0h00 CKOI la nuit 
7h00 Le Meilleur des Comiques avec Philo Lirette 
9h00 Les N°1 du 6 à 6 avec Joanie Duquette 
11h00 Franky Hollywood avec François Fortin
16h00 Le décompte CKOI avec Éric Martel 
18h00 Studio 96,9 

## Historique
La station est d'abord lancée sous CKVL-FM en tant que station-sœur de CKVL 850 kHz sur la bande AM, au 211 rue Gordon à Verdun. Sept sources différentes fournissent une date de lancement entre 1947 et 1957. Son lancement est annoncé dans plusieurs quotidiens le 1er avril 1950,. L'émetteur de 10200 watts au 96,9 MHz est inauguré le 14 septembre 1958 et diffuse notamment de la musique classique. C'est en 1961 que le gérant de CKVL, Corey Thomson, demande une augmentation à 307000 watts au Bureau des gouverneurs de la radiodiffusion et relocalise son antenne en 1962 au sommet de l'édifice de la Banque de Commerce.
CKOI-FM est lancé le 6 décembre 1976 et compte dans son équipe Claude Lusignan, Olivier Geoffrey Brown et Robert Boulanger. Le nom CKOI provient de l'animateur de l'époque, Alain Labelle.
Au cours des 20 dernières années CKOI a traversé plusieurs courants musicaux. De 1976 à 1979, CKOI diffuse du rock. On peut y entendre les groupes et artistes rock de l'heure tels que Genesis, Harmonium, Richard Séguin, Supertramp, Garolou, Pagliaro, etc.
En 1979, c'est la période new wave. On peut y entendre les Korgis, Madness, Flash & The Pan, The Knack, etc.
À l'automne 1984, le groupe Rock et Belles Oreilles débute le dimanche soir, 23 septembre 1984 à 20 h, déplacé à l'hiver le matin à 9 h.
L'émission matinale Yé trop d'bonne heure animée par Normand Brathwaite et Joane Prince débute à l'automne 1990 et restera à l'antenne pour seize saisons.
Grâce au succès de l'émission Midis fous (Richard Z. Sirois, Ghislain Taschereau et Jacques Chevalier), CKOI est une station millionnaire depuis le sondage automne 1991. Elle a à son actif plus d'une vingtaine de sondages millionnaires consécutifs. Elle a toutefois vu ses cotes d'écoutes diminuer dans les dernières années, si bien qu'elle n’apparaissait plus parmi les cinq stations les plus écoutées dans la région de Montréal lors du premier sondage PPM de 2013.
CKOI a créé en 1991 le Studio théâtre CKOI qui réunit sous une même enceinte artistes et fans.
En 2000, la société mère de CKOI, Corus Entertainment, acheta les stations CJDM-FM à Drummondville et CIKI-FM à Rimouski qui étaient affiliées au réseau Énergie. Les deux stations ont alors adopté l'image sonore de CKOI à l'automne 2001 mais ont conservé leurs lettres d'appel en ondes ainsi que la programmation locale. Certaines émissions spéciales (comme les artistes invités au studio-théâtre CKOI) étaient alors diffusées en réseau. En juin 2005, Astral Media et Corus Entertainment sont venus à une entente d'échange de stations, CJDM et CIKI ont été revendues à Astral Media qui ont réintégré leur image Énergie. CKOI est alors devenue station sœur de CKAC, l'une des plus anciennes stations au Québec. En février 2024, transaction qui fut approuvée le 11 mars 2025, Bell Média vend CJDM et CIKI à Arsenal Media.
Depuis l'été 2006, ses studios déménagent à la Place Bonaventure à Montréal. Les studios de la station sont jumelés à ceux de la station anglophone The Q, CKAC Sports, Le 98,5 et des stations défuntes Info 690 et 940 Hits, ces stations étant, tout comme CKOI FM, propriété de Corus Québec Inc. En 2010, une entente pour l'achat des stations de Corus Québec a été conclu avec Cogeco, qui possède déjà le réseau Rythme FM et le FM93, transaction qui fut approuvée par le CRTC le 17 décembre 2010. Cogeco a pris le contrôle de CKOI-FM ainsi que des stations de radio de Corus Québec le 1er février 2011.
Depuis 2013, 96,9 CKOI est maintenant la seule radio top-40 francophone à Montréal après la changement de la format sur les ondes de CKMF-FM. En 2019, Mediabase a déplacé 96,9 CKOI de Canada-top 40 au Canada-hot AC en raison d'addition des hits de pop adulte, mais la station est toujours en Nielsen BDS au Canada-top 40 en raison d'un autre top-40 pour adultes (hot AC) dans le marché de Montréal, CKMF-FM de Bell Media, et aussi une autre station Cogeco, CIME-FM 103,9/101,3 de Saint-Jérôme, en banlieue de Montréal.

## Identité corporative

### Logotype

Logo jusqu'en février 2011.
Logo à partir du février 2011 jusqu'à l'été 2015.
Logo actuel depuis 2015.

### Slogans
- 1976-1980 : Quand les grenouilles ont des ailes
- 1980-2000 : Le son de Montréal.
- 2000-2009 : Plus de hits, plus de fun.
- 2009-2011 : La puissance musicale de Montréal.
- 2011-2013: Moi c’est CKOI!
- 2013-2016: La puissance des hits.
- 2016-2019: Changeons le monde un hit à la fois.
- 2019-2021: La Puissance Musicale De Montréal
- 2021-2022: + De Hits, + de Fun
- 2022-2023: Ton incontournable à Montréal
- 2023-2024: #1 en humour, #1 en musique
- Été 2024: L'Été à Montréal
- 2024-2025: Tous les Hits
- 2025: Ta radio à Montréal
- En ce moment: Montréal, Lève le son!

## Réseau
En 2009, CKOI devient un réseau. La station rock CKOY-FM de Sherbrooke ainsi que la station CFEL-FM de la Rive-Sud de Québec deviennent des stations CKOI. Les stations prennent le nom, l’image, l'image sonore ainsi que le slogan « La puissance musicale » de la station mère de Montréal. Le contenu reste 100 % local pour la station de Québec. La station de Sherbrooke diffuse Midi Morency, la seule émission provenant de Montréal dans sa programmation. La station de Québec diffuse une liste de hits beaucoup plus élargie que la station de Montréal. Elle est la seule radio au Québec à diffuser un vrai top 40 orienté vers le dance et les meilleurs hits du top 40 américain et britannique.
Les stations du réseau Souvenirs Garantis de Gatineau et Trois-Rivières se sont affiliées au réseau CKOI trois semaines après la date de prise de contrôle des stations de Corus Québec par Cogeco Média.
Le réseau n'existe plus depuis la désaffiliation de la station CFEL-FM le 14 août 2015. CKOI à Montréal étant la seule station qui continue à utiliser la marque.

## Animateurs
- Martin Cloutier, (Debout les comiques!)
- Danick Martineau, (Debout les comiques!)
- Valérie Roberts, (Debout les comiques!)
- Étienne Marcoux, (Debout les comiques!)
- Anthony Lachance (Anthony, CKOI ta toune? (Le Vendredi), Le 4 à 7 CKOI, Enfin Le Week-End)
- François Fortin, (Franky Hollywood)
- Joanie Duquette, (Le Retour Des Comiques, Les N°1 Du 6 à 6)
- Maxim Martin, (Le Retour Des Comiques)
- Francis Gilbert (CKOI le soir)
- Éric Martel, (Le 6 à 6, Le Décompte CKOI, CKOI ta toune?(Lundi-Jeudi))
- Philo Lirette (Le Retour Des Comiques, Le Meilleur Des Comiques)